# Jindřich Valšík
Jindřich Antonín Valšík (25. srpen 1903, Praha – 10. únor 1977, Bratislava) byl lékař, antropolog, děkan Přírodovědecké fakulty Univerzity Komenského
Po absolvování Lékařské a Přírodovědecké fakulty Univerzity Karlovy pracoval jako dětský lékař v Praze Vysočanech. Současně se intenzivně zajímal o pedoantropologii a humánní genetiku.
V letech 1939–1945 působil jako vedoucí pražské poradenské péče o matku a dítě. Navzdory nedostatku potravin a další negativům války se mu podařilo snížit kojeneckou úmrtnost na polovinu. Současně byl i úspěšným dětským lékařem v Praze-Vysočanech.
V roce 1945 se aktivně zúčastnil Pražského povstání.
Po roce 1948 se stal šéfem školní zdravotní služby v Brně. Ihned po nastoupení do funkce prosadil její reorganizaci. V Brně se také zasloužil i o znovuvybudování Antropologického ústavu. V letech 1946–1953 byl jeho ředitelem.
V roce 1954 začal zde působit jako docent na Přírodovědecké fakultě Univerzity Komenského v Bratislavě. Z malého antropologického oddělení postupně vytvořil velkou a mezinárodně úspěšnou katedru antropologie a genetiky.
Prováděl výzkumy v Sedlčanech (rod Pejšů), Varnsdorfu (Lužičtí Srbové), Mikulově (řecké děti), Jevišovicích (reemigranti z Bulharska) a v Dolním Benešově (Hlučíňané). Na Slovensku se zajímal o problematiku dospívání na Horním Liptově, na Horehroní a v trnavské nížině. Výzkumné cesty podnikl do Černé Hory, do Rumunska, také do Egypta a Hongkongu.
Uveřejnil přes 200 původních vědeckých prací. Napsal řadu popularizujících článků do slovenských a českých periodik, vystupoval v rozhlase a televizi..
Stal se členem mnoha významných zahraničních i našich vědeckých společností i expertem UNESCO pro otázky lidských ras.
Byl nositelem mnoha vyznamenání.